# Sol LeWitt

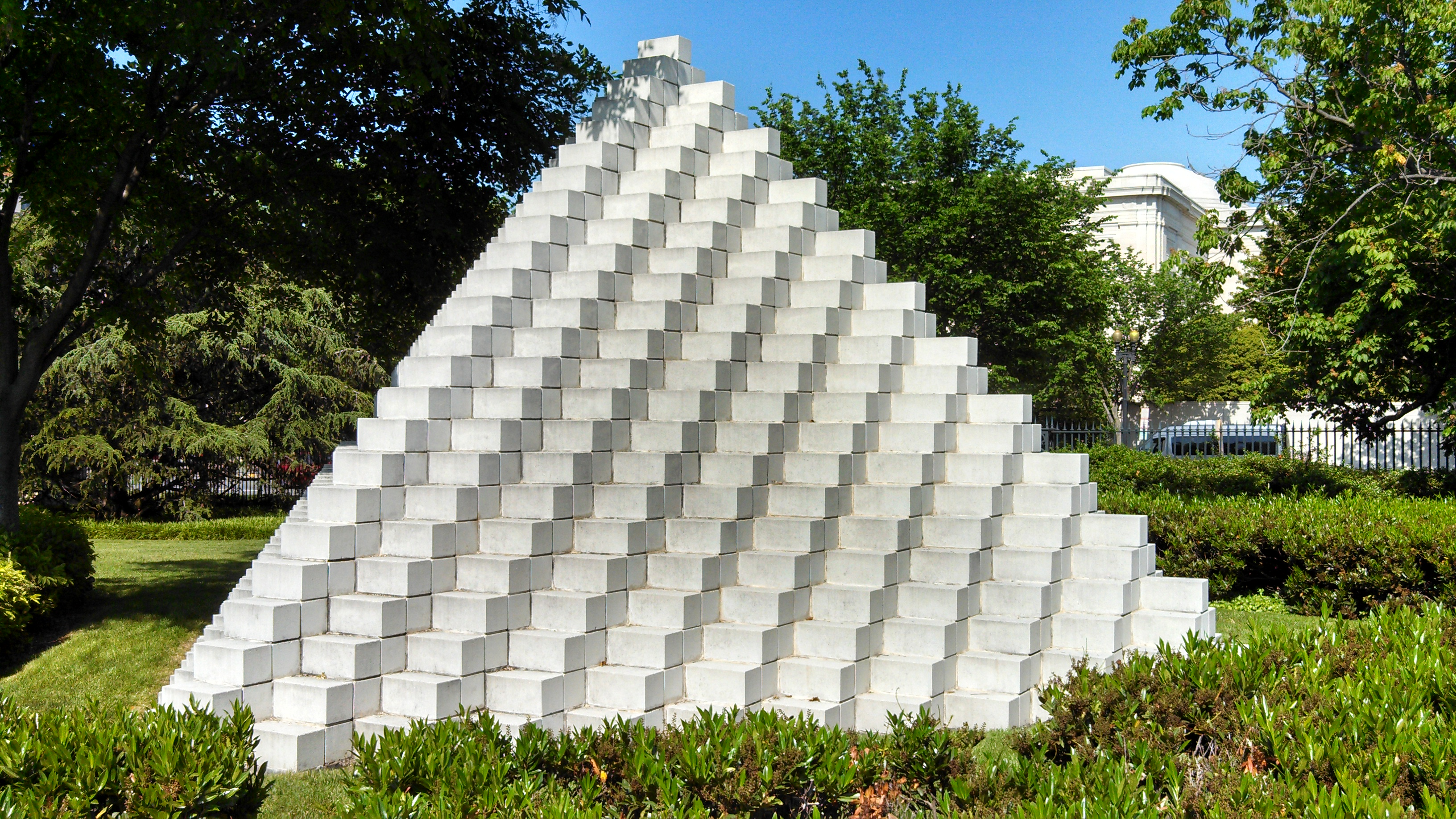
Praca artysty w Waszyngtonie

Sol LeWitt (ur. 9 września 1928, zm. 8 kwietnia 2007) – amerykański artysta związany z różnymi ruchami, m.in. z sztuką konceptualną i minimalizmem. LeWitt zyskał sławę w późnych latach 60. XX wieku jego rysunkami ściennymi i "strukturami" (termin, którego używał zamiast określenia "rzeźba") ale był również płodnym artystą w innych dziedzinach, włączając rysunek, malarstwo i grafikę.
Jego twórczość była przedmiotem setek wystaw w muzeach i galeriach całego świata począwszy od roku 1965. Obejmuje ona wiele dziedzin od rysunków ściennych (których wykonał ponad 1200) do setek prac z papieru (włączając w to wieże, piramidy i inne formy geometryczne). Jego prace różnią się rozmiarami od instalacji budowanych we wnętrzach galerii do monumentalnych prac na otwartej przestrzeni. Częste użycie modularnych struktur wywodzi się z sześcianu, formy która miała duży wpływ na sposób myślenia artysty.

## Życiorys
LeWitt urodził się w Hartford w stanie Connecticut, w rodzinie żydowskich imigrantów z Rosji. Po otrzymaniu tytułu na uniwersytecie w Syracuse w 1949 LeWitt wyjechał do Europy, gdzie miał możliwość zapoznania się z malarstwem starych mistrzów. Później LeWitt służył podczas wojny koreańskiej. W latach 50. LeWitt przeniósł się do Nowego Jorku i studiował w znanej szkole School of Visual Arst, a także pracował dla magazynu Seventeen, a później, w biurze architekta Ieoh Ming Pei. W tym czasie LeWitt odkrył również prace XIX-wiecznego fotografa Eadweard Muybridge'a, którego badania i zdjęcia faz ruchu były wczesną inspiracją LeWitta. Te doświadczenia, a także praca w Museum of Modern Art (MoMA) w Nowym Jorku miały wpływ również na późniejszą twórczość LeWitta. Do współpracowników LeWitta w MoMA należeli także artyści: Robert Ryman, Dan Flavin i Robert Mangold.